# Feel Something
Feel Something es el primer álbum de estudio de la banda estadounidense de post-hardcore Movements. Fue lanzado el 20 de octubre de 2017, a través de Fearless Records. Este álbum alcanzó el puesto 21 en la lista de álbumes alternativos de Estados Unidos y quedó en el num. 191 en el Billboard 200.

## Lista de canciones
Todas las canciones escritas y compuestas por Austin Cressey, Ira George, Patrick Miranda, Will Yip y William York. 
| N.º | Título           | Duración |  |
| 1.  | «Full Circle»    | 3:25     |  |
| 2.  | «Third Degree»   | 3:46     |  |
| 3.  | «Colorblind»     | 3:40     |  |
| 4.  | «Daylily»        | 3:29     |  |
| 5.  | «Deadly Dull»    | 3:48     |  |
| 6.  | «Fever Dream»    | 3:54     |  |
| 7.  | «Suffer Through» | 4:45     |  |
| 8.  | «Deep Red»       | 5:25     |  |
| 9.  | «Under the Gun»  | 3:25     |  |
| 10. | «Submerge»       | 4:02     |  |
| 11. | «The Grey»       | 3:49     |  |

## Posicionamiento en lista
| Lista (2018)                            | Posición |
| --------------------------------------- | -------- |
| Estados Unidos (Billboard 200)          | 191      |
| Estados Unidos (Top Alternative Albums) | 21       |
| Estados Unidos (Top Rock Albums)        | 34       |
| Estados Unidos (Top Heatseekers Albums) | 2        |

## Personal
Movements
- Patrick Miranda - voz principal
- Ira George - guitarra principal
- Austin Cressey - bajo y guitarra rítmica
- Spencer York - batería, percusión